# 謝崑
謝崑（1489年—1540年），字鍾璞，號次峰，福建泉州府同安縣人，民籍，明朝政治人物。

## 生平
幼年喪母，由祖母葉氏抚养长大。正德十一年（1516年）中式福建鄉試第五十四名舉人。曾任浙江金华县学训导。嘉靖五年（1526年）丙戌會試第一百四十五名，因病未能廷试，登八年（1529年）己丑年第三甲第八十八名進士。初授南直隶溧阳县知县，在任二載以丁外艱去職。服除，嘉靖十四年（1535年）補任直隸成安縣知縣。三年任满，擢升南京户部主事，监浙江杭州北新关。调升南兵部职方司员外郎，未任，嘉靖十九年因病去世，年五十二。

## 家族
曾祖謝文珤（謝乾道）；祖父謝琮（謝世祚）；父謝灝，字師程，贈文林郎成安县知县；母陳氏，贈孺人；繼母林氏。